# Popiwka (hromada Karliwka)
Popiwka (ukr. Попівка) – wieś na Ukrainie, w obwodzie połtawskim, w rejonie połtawskim, w hromadzie Karliwka. W 2001 liczyła 3277 mieszkańców.